# Arzsán

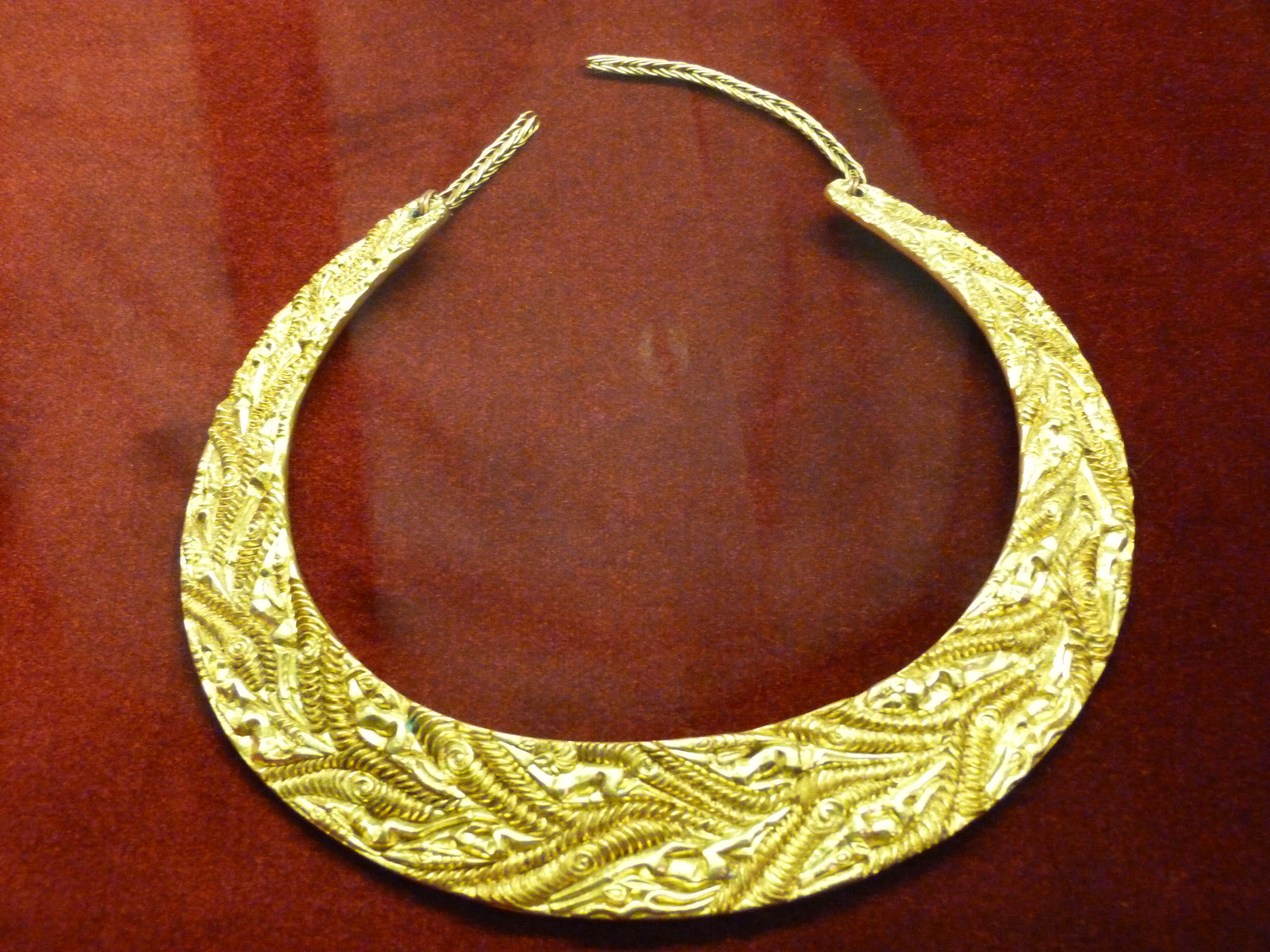
Arany nyakék az arzsáni lelőhelyről

Arzsán (oroszul Аржан) község Tuvában, a Szaján hegység déli részén. A település a mellette föltárt szaka („szkíta”) királysírok kapcsán lett nevezetes.

## Ásatások Arzsánban
Az első királysírt a 60-as években tárták föl a szovjet régészek. A szkíta kurgánsírra hatalmas méretű volt és számos régészeti lelet került elő belőle: a fegyverzet, a lószerszám, az életmód tartozékai. Az ásató régészek megállapítása szerint a tárgyak és a műveltség a korai vaskorra datálható (pontosabban a Kr. e. 9. és 8. sz. közötti időkre). A második királysírt 2001-től kezdve tárták föl orosz-német együttműködés keretében. Itt érintetlen királysírt találtak. Ahogyan azt a paziriki szkíta királysírok esetében Szergej Rudenko és munkatársai leírták, a fából ácsolt gerendasír építményt négy-öt méteres mélységben találták meg a föld alatt. A sírkamra padlóján a szkíta fejedelem és vele eltemetett felesége maradványai hevertek királyi gazdagságban elborítva aranylemezkékkel, melyek egykor ruhájukat díszítették. Az Arzsán-2 ásatás során mintegy 9000 aranytárgy került elő 26 sírból, de ezek többsége a fejedelmi sírból került elő. A szomszédos területen város nyomaira is bukkantak. A tuvai régészet még számos meglepetéssel szolgálhat az eurázsiai múltat kutató tudósok számára.